# Alojzy Bocheński
Alojzy Bocheński herbu Rawicz przydomek Lannsdorf (ur. 1818, zm. 20 maja 1900 we Lwowie) – ziemianin i prawnik, spiskowiec galicyjski, powstaniec styczniowy, polityk galicyjski - poseł na Sejm Krajowy i do austriackiej Rady Państwa

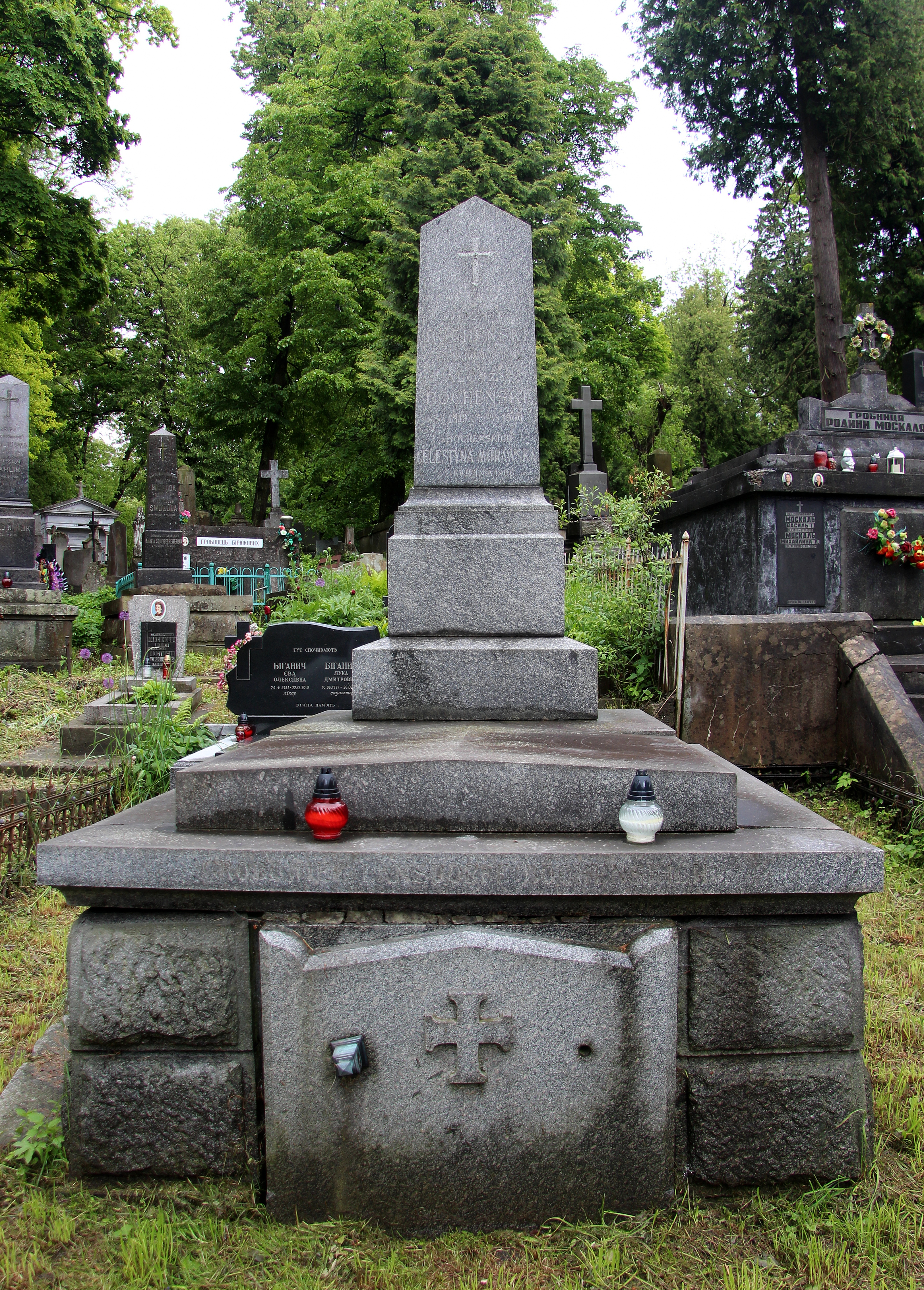
Grób Alojzego Bocheńskiego

## Życiorys
Studiował i ukończył studia prawnicze we Lwowie (1839). Należał do Stowarzyszenia Ludu Polskiego kierowanego przez Franciszka Smolkę. Po jego aresztowaniu w sierpniu 1841 uciekł z kraju i znalazł się na emigracji we Francji. W latach 1842–1848 studiował rolnictwo w szkole rolniczej w Grignon. Po Wiośnie Ludów powrócił do kraju i w 1849 osiadł w odziedziczonych dobrach  Ottyniowice w pow. bóbreckim. Był członkiem Rady Powiatu i prezesem Wydziału Powiatowego w Bóbrce. Po wybuchu powstania styczniowego w 1863 został członkiem Komitetu Obywatelskiego Galicji Wschodniej i naczelnikiem obwodu na brzeżańskiego.
Poseł do Sejmu Krajowego Galicji I kadencji (15 kwietnia 1861 - 31 grudnia 1866) i II kadencji (18 lutego 1867 - 13 listopada 1869). Wybrany w I kurii (wielkiej własności) z okręgu wyborczego Brzeżany. W Sejmie specjalnie zajmował się sprawą fundacji Skarbkowskiej w Drohowyżu i sprawami budżetu sejmowego.  Był także posłem do Rady Państwa I kadencji (11 maja 1861 - 20 września 1865) i II kadencji (20 października 1868 - 10 listopada 1869), wybieranym z kurii I (wielkiej własności). W tym czasie był także  członkiem Delegacji austro-węgierskiej. Zrezygnował z mandatu m.in. z Piotrem Grossem, Kornelem Krzeczunowiczem, Ludwikiem Skrzyńskim, Stanisławem Tarnowskim na znak protestu wobec nieprzyjęcia tzw. rezolucji galicyjskiej. Powtórnie został wybrany w V kadencji (10 listopada 1873 - 19 października 1874) z kurii I w okręgu wyborczym nr 14 (Brzeżany-Przemyślany-Podhajce). W parlamencie austriackim należał do grona posłów konserwatywnych - podolaków Koła Polskiego w Wiedniu. Zrezygnował z mandatu po przyjęciu przez większość Koła ustaw wyznaniowych ograniczających dotychczasowe przywileje Kościoła rzymsko-katolickiego. Jego mandat objął 7 grudnia 1875 Antoni Golejewski, 
Od 1893 mieszkał na stałe we Lwowie, gdzie zmarł. Pochowany na Cmentarzu Łyczakowskim we Lwowie.

## Rodzina
Urodził się w rodzinie ziemiańskiej, syn Franciszka Kazimierza (ur. 1786) i Marianny ze Strutyńskich (ur. 1796).